# Un clair de lune sous Richelieu
Pour plus de détails, voir Fiche technique et Distribution.
Un clair de lune sous Richelieu est un film muet français réalisé par Albert Capellani et sorti en 1911.

## Fiche technique
- Titre : Un clair de lune sous Richelieu
- Réalisation : Albert Capellani
- Scénario :  Abel Gance
- Photographie :
- Montage :
- Musique :
- Producteur :
- Société de production : Société cinématographique des auteurs et gens de lettres (S.C.A.G.L.)
- Société de distribution :  Pathé Frères
- Pays de production :  France
- Langue : film muet avec les intertitres en français
- Format : Noir et blanc — 35 mm — 1,33:1 — Muet
- Genre : Film dramatique, Film historique
- Métrage :
- Durée :
- Date de sortie :
  - France : 1911

## Distribution
- Paul Capellani
- Gabriel de Gravone
- Jeanne Delvair
- Jacques Grétillat
- Henry Krauss
- Claude Garry